# Peter Harbauer
Peter Harbauer (* 17. Juli 1938 in Aue) ist ein deutscher Politiker (SPD) und ehemaliger Abgeordneter des Sächsischen Landtags.

## Leben
Nach dem Abitur im Jahr 1956 in Aue und seinem Wehrdienst bei der Nationalen Volksarmee studierte Peter Harbauer von 1958 bis 1962 Pädagogik (Germanistik, Geschichte) in Dresden, was er mit dem Staatsexamen abschloss. Danach unterrichtete er zwischen 1962 und 1965 als Fachlehrer an der Polytechnischen Oberschule in Beutha. Des Weiteren lehrte Harbauer an den Berufsschulen Aue (1965–1968) und Schneeberg (1968–1990). Des Weiteren war er von 1995 bis 2003 Referent im Oberschulamt Chemnitz. Er unterrichtete außerdem als Berufsschullehrer 2003 bis 2007 das Fach Geschichte am Beruflichen Schulzentrum Oelsnitz.  Peter Harbauer promovierte im Jahr 1981 mit der Dissertation Zur Berufsbildungspolitik der sächsischen Sozialdemokratie in den ersten Jahren der Weimarer Republik zum Dr. paed. an der Humboldt-Universität in Berlin. Er ist der Vater von Michael Harbauer.

## Politik
Bei der Landtagswahl am 14. Oktober 1990 zog Harbauer über die Landesliste der SPD Sachsen als Abgeordneter in den ersten sächsischen Landtag ein. Sein Wahlkreis war der Landkreis 71 (Aue 1). Im Landtag war er im Ausschuss für Bundes- und Europaangelegenheiten und im Ausschuss für Kultur und Medien tätig. Mit dem Ende der ersten Wahlperiode schied er aus dem Landtag aus.

## Sonstige Ämter
Ehrenamtlich war Harbauer aktiv  als Vizepräsident der Vereinigung der ehemaligen Mitglieder des Sächsischen Landtages e. V. (VeMdL) von 1994 bis 2004. Danach war er Beisitzer im Präsidium bis 2015. Außerdem war er Vorsitzender der Schulkonferenz der Berufsschule Schneeberg (1990). Mitglied des Präsidiums der Europäischen Bewegung Sachsen.

## Werke
- Zur Berufsbildungspolitik der sächsischen Sozialdemokratie in den ersten Jahren der Weimarer Republik. Diss. Humboldt-Universität zu Berlin 1981. DNB 820622206
- Unterwegs mit Doris. Ingo Koch Verlag: Rostock 2011. ISBN 978-3-86436-015-2 / Neuauflage 2020: BuchHandelsGesellschaft zu Allstedt ISBN 978-3-946696-32-2
- Eine Rose für Nadeschda. Ingo Koch Verlag: Rostock 2017. ISBN 978-3-86436-096-1 / Neuauflage 2020: BuchHandelsGesellschaft zu Allstedt ISBN 978-3-946696-33-9